# Мануель де Гомар
Мануель де Гомар (ісп. Manuel de Gomar; 21 вересня 1897 — 21 лютого 1935) — колишній іспанський тенісист.
Найвищим досягненням на турнірах Великого шолома був фінал в парному розряді.
Завершив кар'єру 1923 року.

## Фінали турнірів Великого шолома

### Парний розряд (1 поразка)
| Результат | Рік  | Турнір               | Покриття | Партнер        | Суперники                    | Рахунок            |
| --------- | ---- | -------------------- | -------- | -------------- | ---------------------------- | ------------------ |
| Поразка   | 1923 | Вімблдонський турнір | Трава    | Едуардо Флакер | Леслі Годфрі Рендолф Лайсетт | 3–6, 4–6, 6–3, 3–6 |